# Фестиваль
Фестиваль (фр. festival — свято, лат. festivus — святковий, веселий) — масове святкове дійство, що включає огляд чи демонстрацію досягнень у певних видах мистецтва (музика, театр, кіно, естрада); вид подієвих туристичних ресурсів. Спочатку виникли музичні фестивалі (Велика Британія, поч. XVIII ст.); міжнародні фестивалі набули поширення у XX ст.

## За охопленням учасників розрізняють фестивалі
- Місцеві (учасники з одного села, району, міста);
- Регіональні (учасники з однієї області, краю, землі, провінції, воєводства…, або цілої групи адміністративно-територіальних одиниць, що становлять певну частину однієї країни);
- Національні (учасники представляють принаймні половину адміністративно-територіальних одиниць найвищого рангу національної спільноти);
- Міжнародні чи Міжнаціональні (учасники з різних країн).

## Фестивалі за спеціалізацією
- Театральні фестивалі (Міжнародний театральний чеховський фестиваль (Росія), Міжнародний театральний фестиваль в Авіньйоні (Франція), Міжнародний театральний фестиваль «Драбина», м. Львів, (Україна).
- Дитячі фестивалі
- Фестивалі сім'ї
- Музичні фестивалі (Фестиваль симфонічних оркестрів світу та ін.)
- Етнічної музики
- Лендарту
- Стрітарту
- Книжковий (Фестиваль книги)
- Кінофестиваль (Фестиваль кіномистецтва)
- Фестиваль пива
- Фестиваль солоної риби (ракфіску)
- Фестивалі студентів і молоді
- Фестивалі феєрверків
- Фестивалі комп'ютерного мистецтва
- Фестиваль бароко
- Фестивалі реклами
- Етнічні фестивалі (Щорічний міжнародний фестиваль «Енергія життя і атмосфера кохання»)
- Фестиваль танцю (2 рази на рік в місті Відень)
- Фестиваль коміксів (найбільший фестиваль коміксів у Європі щорічно проходить у місті Ангулем)

## Фестиваль бароко
До бароко як стилю довго було незацікавлене ставлення. Стиль засуджував класицизм і представники академізму, що панував у мистецтві багатьох країн XIX століття. Зміни прийшли лише у XX столітті, коли пожвавились історичні дослідження й антикварна торгівля. Виявилися, що доба бароко в деяких країнах мала дуже суттєве значення і створила пам'ятки, що й досьогодні залишаються найкращими надбаннями культури народів Італії, Польщі, Чехії, Франції, України, Австрії Португалії, Мексики тощо.

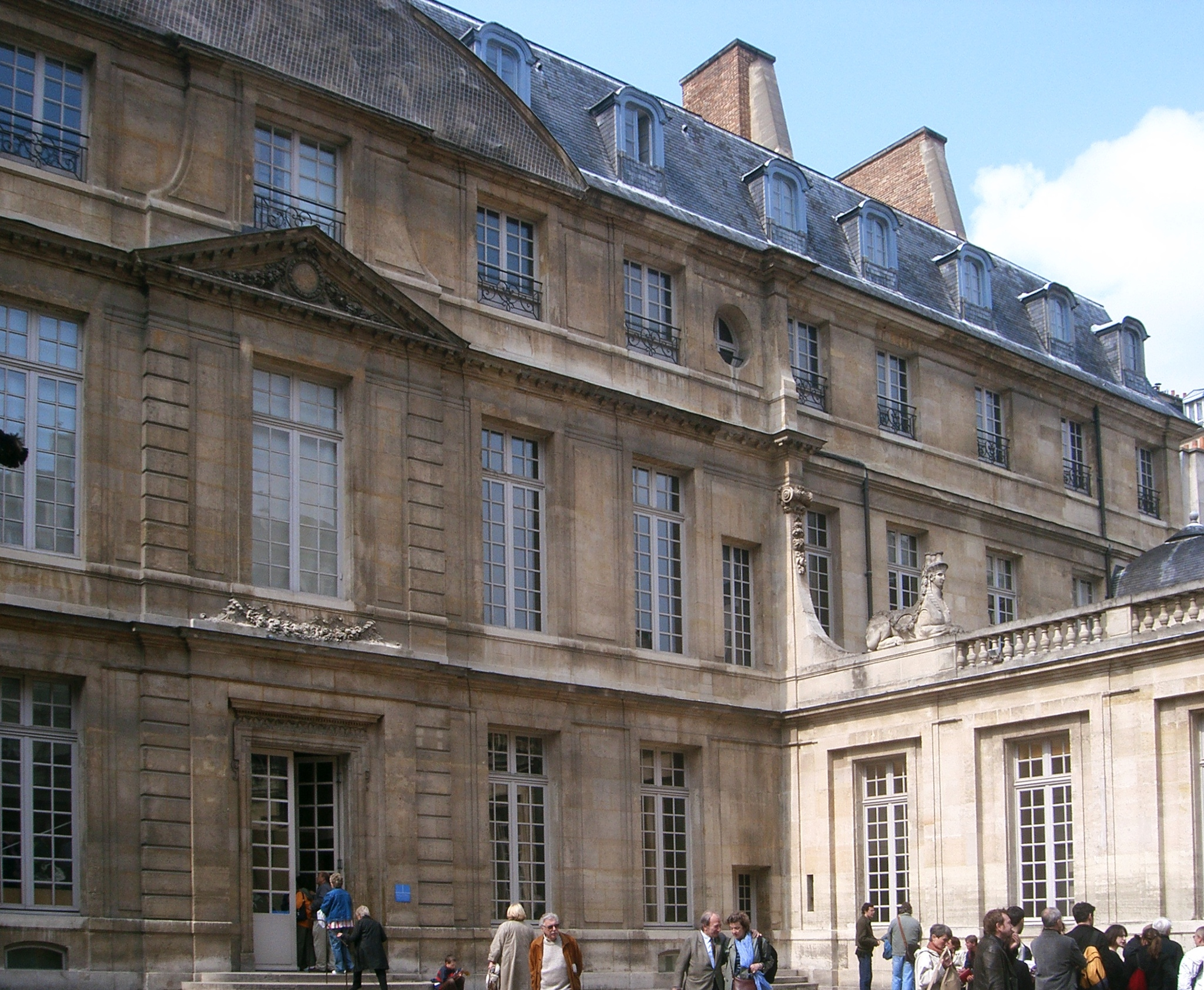
Бароко Франції. Отель Сале = музей Пікассо, Париж.
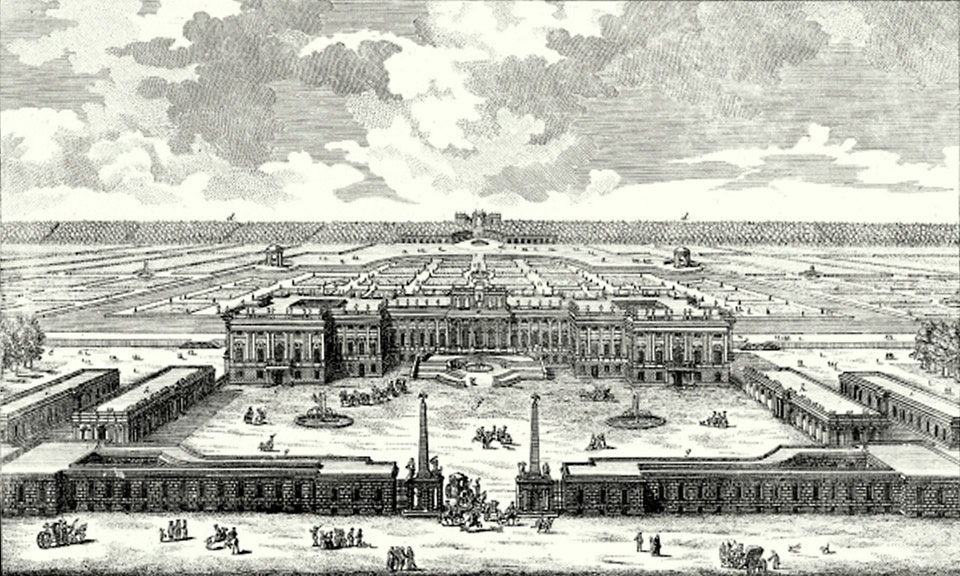
Бароко Австрії. Палац Шенбрунн на старій гравюрі, Відень
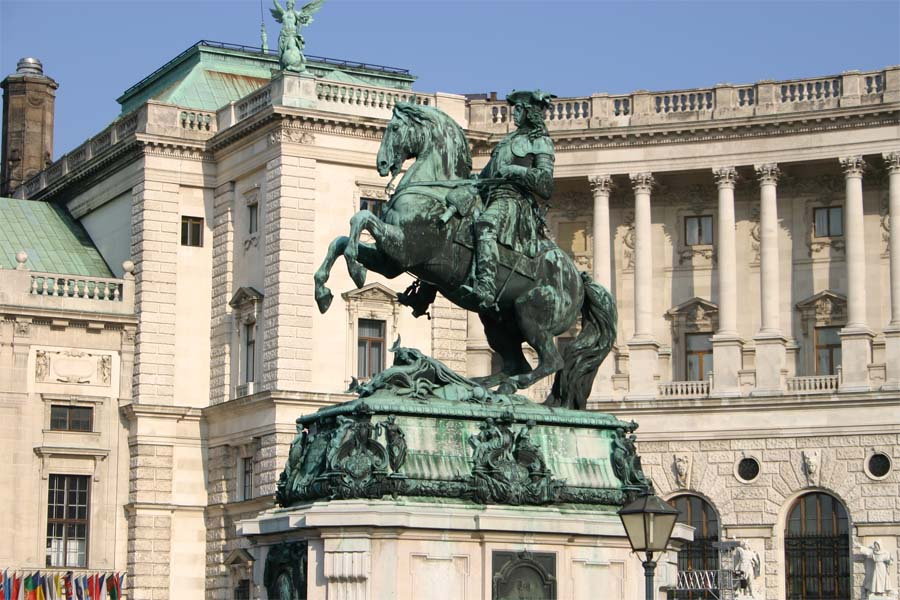
Худ. Бернардо Белотто. палац Вілянов з боку барокового саду, 1770р.
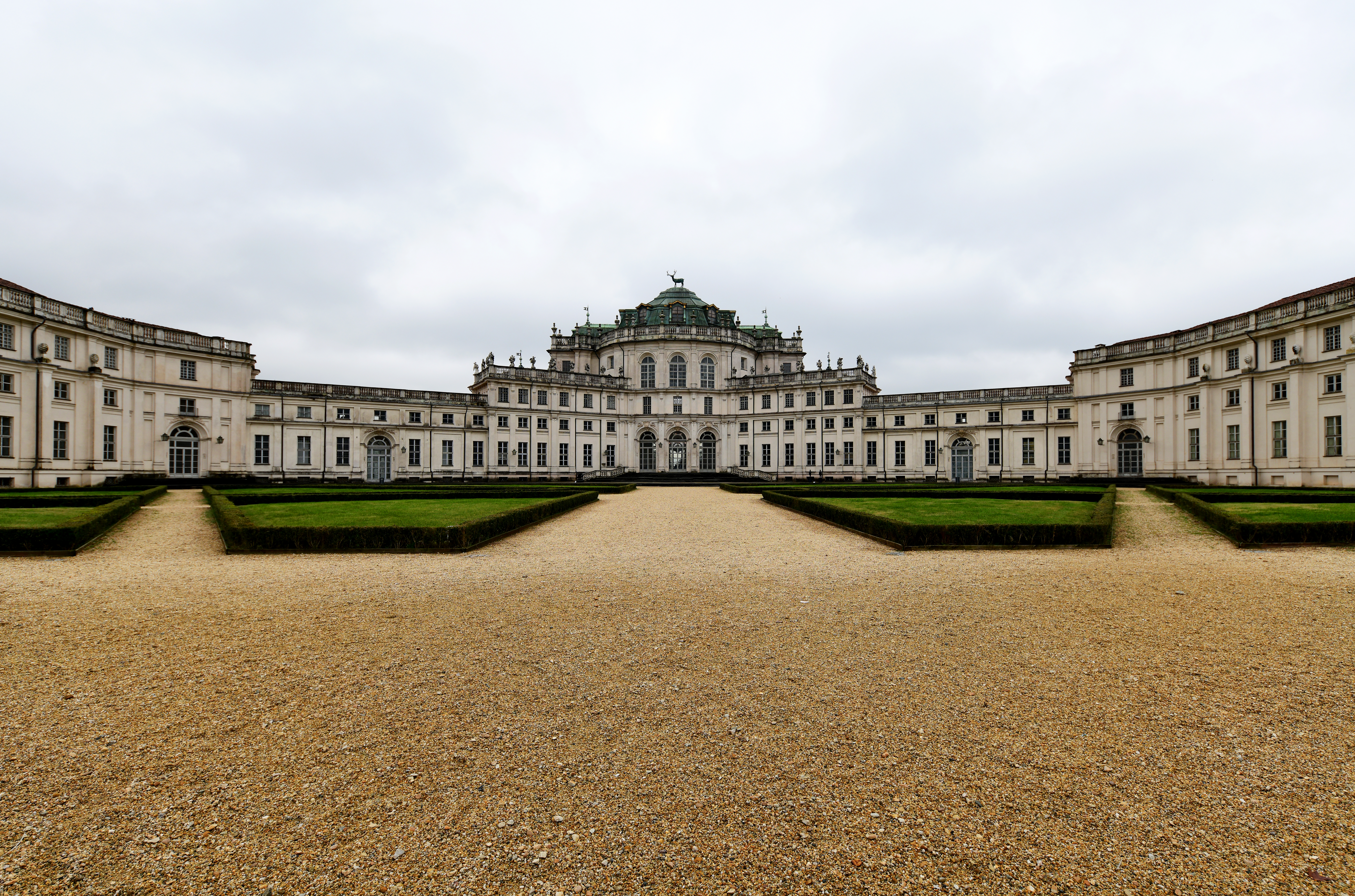
Бароко Італії. Мисливський замок Ступініджі, арх. Ювара.

Поцінувачі та прихильники стилю бароко були й раніше. У XX столітті прихильники бароко зайняли вже непохитні позиції. Досліджено архіви, надруковано декілька монографій на тему проблематики бароко і її представників. В інтернеті існує сайт прибічників стилю бароко.
На хвилі нового пожвавлення зацікавленості в бароко організували і Міжнародний фестиваль бароко. 2007 р. відбувся перший фестиваль бароко в містечку Родзин (Польща), де зберігся бароковий замок короля Польщі Станіслава Ліщинського.Вибір місця проведення першого фестивалю радше випадковий, ніж плановий, адже у Ліщинського мало заслуг в бароко. Але метою фестивалю, попри концерти музики бароко, парад костюмів і кухню, є пропаганда призабутих історичних місць, палаців і замків доби бароко XVII—XVIII століть.
- Зразки стилю бароко в Україні

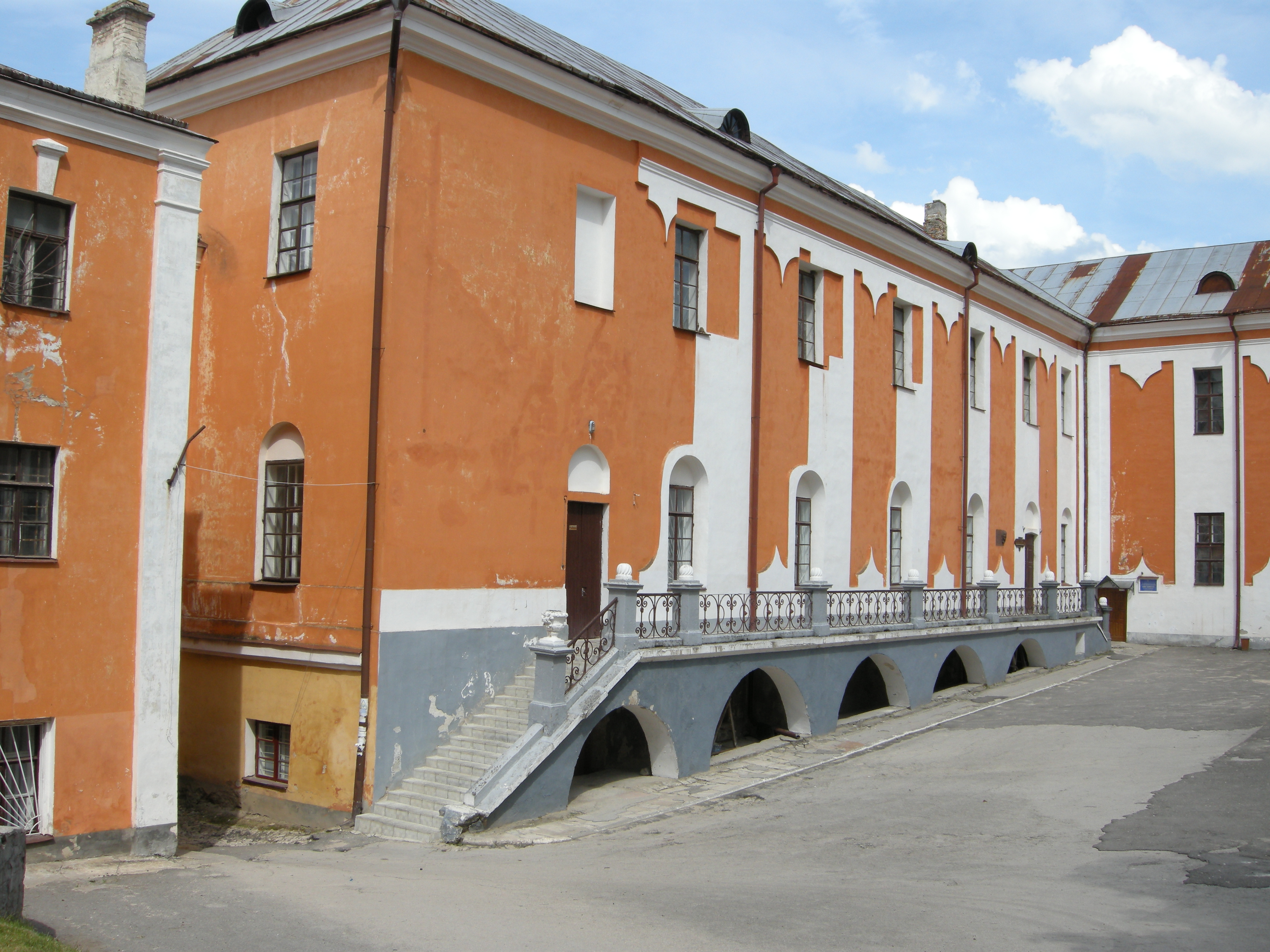
Архітектор П. Гіжицький, Єзуїтський колегіум і костел, надалі Кременецький ліцей, місто Кременець
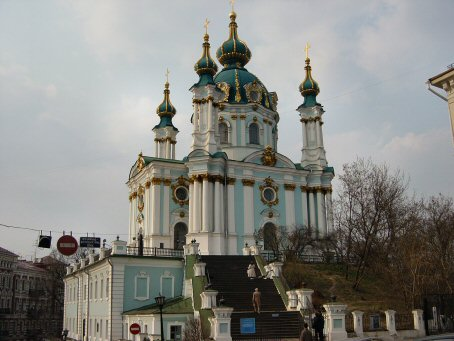
Київ, Андріївська церква
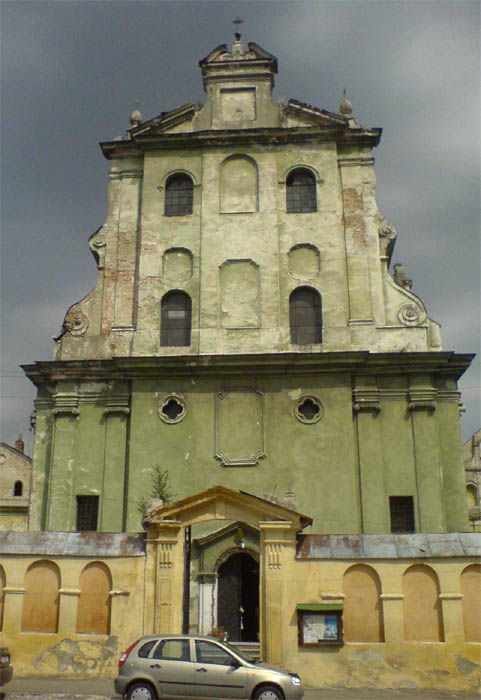
Жовква, Домініканський костел XVII ст. тепер храм святого великомученика Йосафата
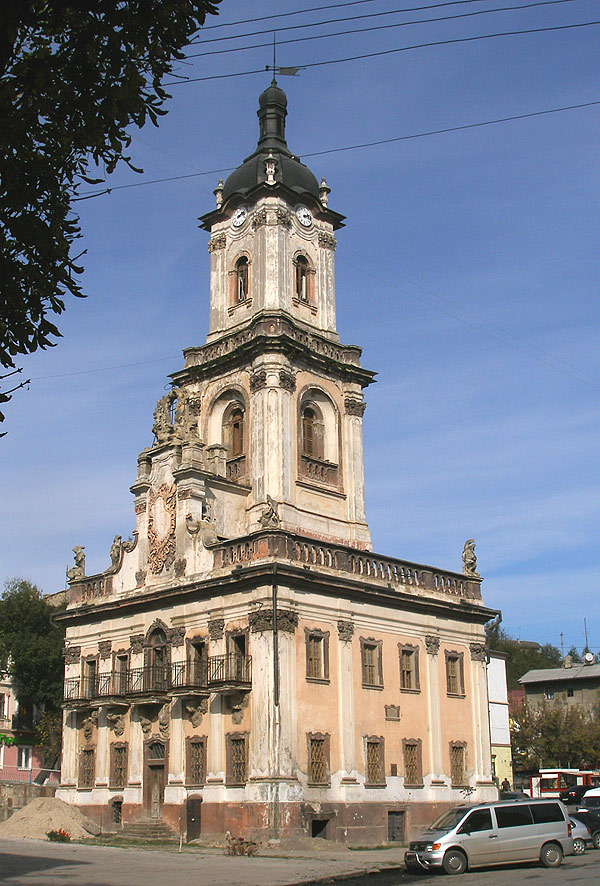
Ратуша в місті  Бучач, XVIII ст.

## Фестивалі в Україні
Перші етнографічні фести на території сучасної України почали з'являтися ще до проголошення її незалежності. Саме напередодні розпаду Союзу Радянських Соціалістичних Республік. Це сталося в червні 1991 року в Луцьку. Тоді тут відбувся Перший Міжнародний фестиваль українського фольклору «Берегиня». Це стало початком фольклорно-фестивального руху в Незалежній Україні.

### Музичні
- БарРокКо, Бар Вінницька область
- ШеФест
- ЯвірФест
- Міжнародний фольклорний фестиваль «Етновир» у Львові [Архівовано 7 листопада 2012 у Wayback Machine.]
- «Тарас Бульба»
- Західфест
- Млиноманія
- Таврійські ігри
- Слов'янський базар
- Червона рута
- Шешори
- Рок-екзистенція
- міжнародний фестиваль середньовічної культури «Львів Стародавній»
- фестиваль АртПоле[де відбудеться Фестиваль?]
- Міжнародний дитячий музичний фестиваль «Квітка миру»
- Франко Фест
- Музична Трибуна Київської Молоді
- Stare Misto, Львів
- Країна Мрій, Київ
- Кобзарська Трійця
- Рок'N'Січ, Київ
- «Під Покровом Тризуба», м. Боярка, Київська область (історично-музичний)
- Ukrabilly bang!
- SEVAMA-фест
- Atlas Festival

### Мистецькі
- Фестиваль писанок у Львові[4]
- Київська казка — Міжнародний Салон-фестиваль авторської ляльки (м. Київ)
- Фестиваль ковальства «Залізний Лев» — у місті Львів.
- Міжнародний фестиваль вишуканих подарунків
- Франко Фест
- ART-Пікнік Слави Фролової — літній фестиваль з безліччю майстер-класів (м. Київ)
- Щорічний Фестиваль-конкурс гончарного мистецтва «Куманець». м. Мена, Чернігівської обл.

Проводиться в рамках традиційного «Троїцького ярмарку».
- Великодні Дзвони — Щорічний Національний Фестиваль Немішаєве https://www.facebook.com/groups/201652566870538/]

### Історичні (військово-історична реконструкція)
- Битва націй
- Фоторепортаж з фестивалю «Битва націй»
- ЛЬВІВ СТАРОДАВНІЙ [Архівовано 1 квітня 2022 у Wayback Machine.]
- Генуезький шолом

### Гастрономічні
- Свято пампуха у Львові
- Національне Свято Шоколаду у Львові [Архівовано 8 січня 2013 у Wayback Machine.]
- Свято сиру і вина у Львові [Архівовано 13 лютого 2013 у WebCite]
- Свято «На каву до Львова» [Архівовано 28 жовтня 2012 у Wayback Machine.]
- Фестиваль «Львів на тарілці» у Львові [Архівовано 9 травня 2013 у Wayback Machine.]
- Фестиваль Пива у Львові [Архівовано 6 травня 2009 у Wayback Machine.]
- Фестиваль кукурудзи на Закарпатті [Архівовано 14 вересня 2011 у Wayback Machine.]
- Сливовий фестиваль [Архівовано 14 вересня 2011 у Wayback Machine.]
- Фестиваль паприки на Закарпатті [Архівовано 8 квітня 2011 у Wayback Machine.]
- Фестиваль-конкурс різників свиней [Архівовано 8 квітня 2011 у Wayback Machine.]
- Фестиваль риболовів та угорської ухи [Архівовано 8 квітня 2011 у Wayback Machine.]
- Свято вина в Ужгороді «Закарпатське божоле» [Архівовано 11 квітня 2011 у Wayback Machine.]
- Фестиваль «Український кавун — солодке диво»
- Фестиваль «Червене вино» — фоторепортаж
- Фестиваль-квест «Борщик у глиняному горщику»

### Кінофестивалі
- Молодість
- Відкрита ніч
- Корона Карпат
- Вечори французького кіно